# Eric Lange
Eric Lange (ur. 19 lutego 1973 w Hamilton) – amerykański aktor telewizyjny i filmowy.
Występował w roli Stuarta Radzinsky’ego z serialu telewizyjnego ABC Zagubieni oraz Erwina Sikowitza, nauczyciela aktorstwa z serialu młodzieżowego Nickelodeon – Victoria znaczy zwycięstwo. Urodził się w Hamilton w stanie Ohio. Jest absolwentem Miami University w Oxfordzie.

## Kariera aktorska
Lange zagrał menadżera Erika w serialu komediowym Easy to Assemble. Wystąpił również w innych serialach telewizyjnych jak: Law & Order: Special Victims czy Na imię mi Earl. Zagrał rolę Erwina Sikowitza, ekscentrycznego nauczyciela aktorstwa w serialu dla młodzieży Victoria znaczy zwycięstwo stacji Nickelodeon. Zagrał również trenera Stupaka w serialu telewizyjnym dla stacji ABC Współczesna rodzina.
W 2006 roku wystąpił w serialu Dowody zbrodni, gdzie zagrał Lyle'a.
W 2010 roku zagrał rolę Johna Skrzynsky’ego w filmie HBO Jack, jakiego nie znacie. biograficznego lekarza Jacka Kevorkiana. Zagrał rolę Andy’ego Beyera w filmie Disneya Niezwyciężony Secretariat. Zagrał również rolę dziennikarza Vaughna Colemana w serialu Trawka.
11 czerwca 2011 roku wystąpił w serialu iCarly w odcinku Przyjęcie z Victoria znaczy zwycięstwo, pierwszego crossoveru seriali iCarly i Victoria znaczy zwycięstwo.

## Filmografia
- 2017: Wind River. Na przeklętej ziemi
- 2014: Dawno, dawno temu jako książę Leopold
- 2011: Chuck jako Colin Davis
- 2011: iCarly: Przyjęcie z Victoria znaczy zwycięstwo jako pan Erwin Sikowitz
- 2010–2013: Victoria znaczy zwycięstwo jako pan Erwin Sikowitz
- 2010: Trawka jako dziennikarz Vaughn Coleman / Ellis Tate
- 2010: Współczesna rodzina jako trener Stupak
- 2009: Zagubieni jako Radzinsky
- 2008: Wzór jako Skipper
- 2008: Na imię mi Earl jako pan Fischer
- 2008: Kości jako Steve Jackson
- 2008: Zabójcze umysły jako Brian Matloff
- 2008: Orły z Bostonu jako George Parkes
- 2005: The Bernie Mac Show jako Tony
- 1998: Moda na sukces jako doktor Larson